# Distrito de Nibok
Nibok es un distrito de Nauru. Está ubicado al oeste de la isla, tiene una superficie de 1,6 km² y una población de 460 habitantes.

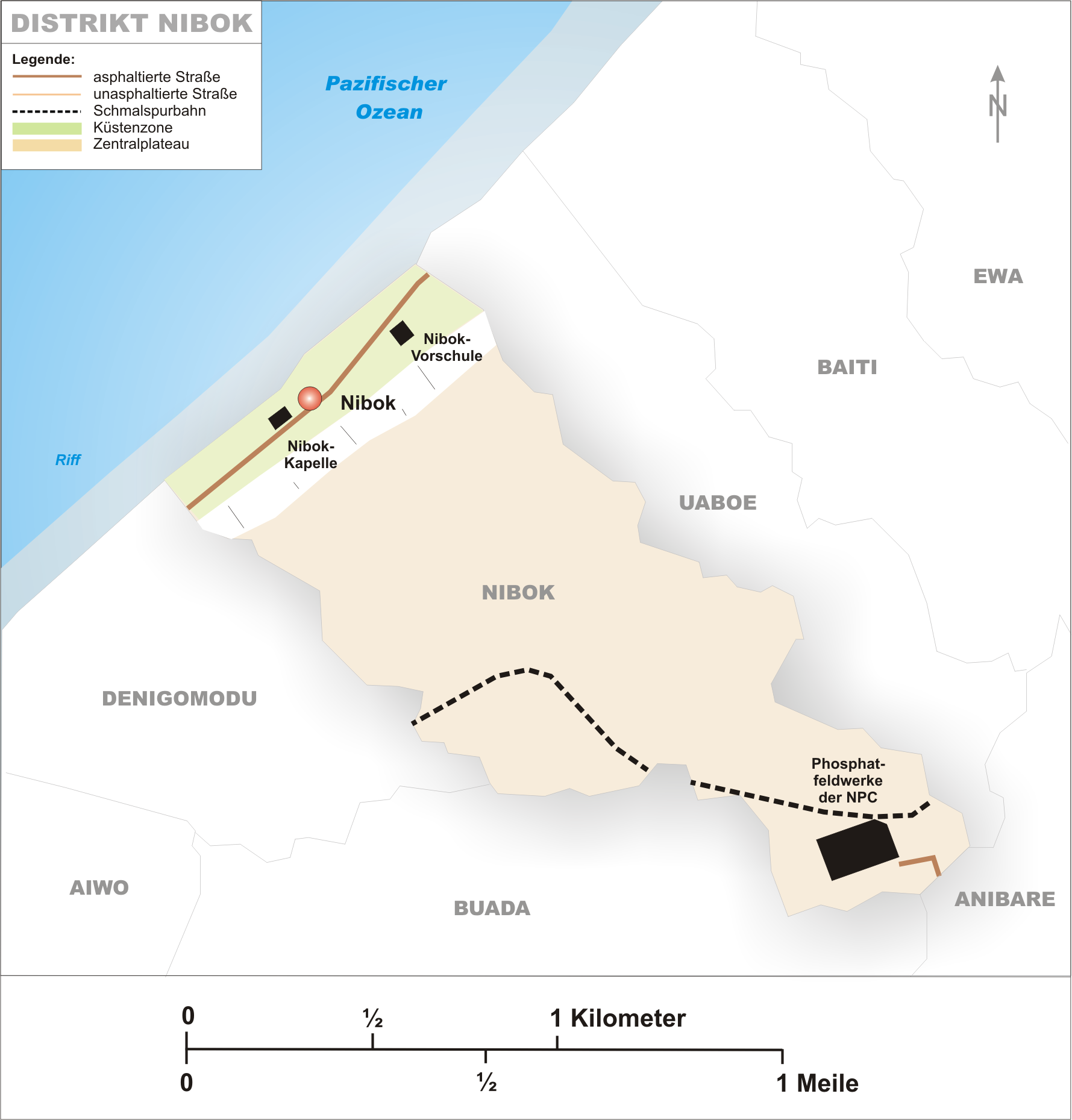
Mapa del distrito.

En Nibok se encuentra la sede de la empresa minera de fosfato.
Sus playas esán bañadas por las aguas del océano Pacífico y hace frontera terrestre con los distritos de Uaboe, Anibare, Buada y Denigomodu.